# Cerkev sv. Filipa in Jakoba, Kostanje
Rimskokatoliška župnijska cerkev Kostanje je nekdanja utrjena cerkev in tabor na robu skalnatega ostenja v vasi Kostanje v tržni občini Vrba ob Vrbskem jezeru v upravnem okraju Beljak-dežela na avstrijskem južnem Koroškem. Župnijska cerkev svetega Filipa in svetega Jakoba, pripada dekaniji Rožek v Krški škofiji. Cerkev in pokopališče sta uvrščena na seznam zgodovinskih spomenikov. 
Župnija Kostanje se s svojimi podružnicami Trešče, Črešnje in Gornja vas šteje za dvojezične župnije.

## Zgodovina cerkve
Cerkev je bila v listinah omenjena leta 1202. Cerkev je bila obnovljena leta 1962.

## Arhitektura
Nekdanja gotska utrjena cerkev in tabor na robu skalnatega izdanka stoji znotraj utrjenega pokopališča, ograjno obzidje ima tri ohranjene strelne line. Zunanjost cerkve ima kor iz poznega 14. stoletja s trojnimi stopničastimi oporniki in zgornjo etažo s strelnimi linami s šilastimi oboki. Masiven trinadstropni zahodni stolp ima koničasto obokana zvočna okna in strelne line ter koničast stolpič. Poznogotska arhitekturna polihromija je bila obnovljena leta 1987. Pozneje dodana ladja je bila zgrajena v 15. stoletju. Severna stranska ladja in kapela s petstranskim zaključkom imata dvojne stopničaste opornike. Na jugu je prizidek zakristije.
Notranjost cerkve ima v nadstropju stolpa preddverje pod sodčastim sklepnikom s kapami. V preddverju stoji krstilnica za sveto vodo iz leta 1617. Gotski zahodni portal je profiliran. Ladijski prostor ima križni obok. Triosno opečno orgelsko podstrešje je spodaj križno obokano, iz orgelskega podstrešja je dostop v stolp, katerega tretja etaža je spremenjena v obrambne namene, iz druge etaže stolpa je dostop skozi podstrešje ladje v zgornjo etažo kora s strelnimi okni, ki so sicer na tem mestu nenavadna. Severni stranska ladja ima križni obok. Triumfalni obok ima obliko križnega oboka, za njim pa je enoladijski prezbiterij s petstranskim zaključkom pod rebrastim sklepnikom na konzolah.
Kor ima freske, levo je uprizorjen Beg v Egipt, desno Jezus med otroki, leta 1891 jih je naslikal Peter Markovič.

## Notranja oprema
Baročni glavni oltar je nastal pred letom 1696 in zavzema celotno višino in širino zaključka prezbiterija, edikula ima nad podstavkom kupolaste dvojne stebre, stranski konzolni figuri stojita pod baldahinskimi oboki, v ukrivljenem segmentnem ščitniku je osrednja niša s figurama svetnikov Filipa in Jakoba, ob njej pa figuri svetnikov Petra in Pavla, v nastavku je figura kronane Madone, nad njo je polfigura Boga Očeta.
Eden izmed oltarjev je bil prenesen v cerkev v vasi Črešnje v isti občini.
Gotska krstilnica je osmerokotna.